# Andalusisk arabiska
Andalusisk arabiska, var en variant eller dialekt av arabiska som talades i Al-Andalus, den del av Iberiska halvön som kontrollerades av muslimer, från ungefär 800-talet till 1600-talet. Efter reconquista, förföljelserna och senare fördrivningen av moriskerna på 1600-talet försvagades språket kraftigt. Språket fortsatte i vis grad att leva kvar i Nordafrika och Maghreb, men talarna av den andalusiska arabiskan assimilerades till slut in i den maghrebiska språkgemenskapen och därmed dog språket ut fullständigt.

## Uppkomst och historia
Den andalusiska varianten av arabiska uppstod som en konsekvens av den muslimska erövringen av den iberiska halvön år 711, ungefär ett århundrade efter profeten Muhammeds död. Bland de som erövrade halvön så talade enbart en liten del arabiska, medan en majoritet tillhörde någon av de olika berber-folken och som talade lite eller ingen arabiska alls.
Efter erövringen spred sig den andalusiska arabiskan snabbt över halvön och verkar ha talats i de flesta delarna av al-Andalus fram till 1400-talet. Antalet talare beräknas enligt vissa källor ha uppnått runt 5-7 miljoner runt 1000-, och 1100-talet. I och med reconquista föll antalet talare först långsamt och sedan snabbare, i takt med att kristna arméer erövrade halvön och tvingade bort muslimerna.
Jämfört med andra arabiska varianter så utmärkte sig den andalusiska arabiskan genom den litteratur som producerades på språket, inte minst i zajal-poesi, samt genom olika ordspråk och aforismer.